# Чиполлетти
Чиполлетти (исп. Cipolletti) — город в провинции Рио-Негро в аргентинской Патагонии.

## География
Город находится в департаменте Хенераль-Рока в западной части провинции Рио Негро, недалеко от волока рек Неукен и Лимай, рядом с Неукеном.
Чиполлетти вместе с Неукеном и Плоттьером является самой населённой агломерацией в аргентинской Патагонии.

## История
Первый населённый пункт в современном Чиполлетти был крепостью Конфлуэнсия, в 1881 г. Чиполлетти был основан в 1903 полковником Фернандесом Оро, первоначальное название — Колония Лусинда.

## Экономика
Производство яблок — самая важная экономическая деятельность города. Плодоводство — главная экономическая отрасль города, но с недавнего времени развиваются и другие секторы, которые двигают местную экономику.

## Спорт
Самый известный футбольный клуб города Атлетический клуб Чиполлетти.
Настольный теннис очень популярный спорт в Чиполлетти.

## Административное деление
Город подразделяется на 25 административных районов:
| - Район Анаи Мапу (Barrio Anahi Mapu) - Район 400 Вивьендас (Barrio 400 Viviendas) - Район Альмиранте Браун А (Barrio Almirante Brown A) - Район Альмиранте Браун Б (Barrio Almirante Brown B) - Район Арэвало (Barrio Arévalo) - Район Центр (Barrio Centro) - Район Лос Аламос (Barrio Los Álamos) - Район Работы (Barrio del Trabajo) - Район Дон Боско (Barrio Don Bosco) - Район Лос Тордос (Barrio Los Tordos) - Район Сан Пабло (Barrio San Pablo) - Район Манзанар (Barrio Manzanar) - Район Сад (Barrio Jardín) | - Район Пичи Науэль (Barrio Pichi Nahuel) - Район 12 Сентября (Barrio 12 de Septiembre) - Район Бельграно (Barrio Belgrano) - Район Брентана (Barrio Brentana) - Район Санта Роса (Barrio Santa Rosa) - Район Прьето (Barrio Prieto) - Район Росауэр (Barrio Rosahuer) - Район Мир (Barrio La Paz) - Район Лос Тилос (Barrio Los Tilos) - Район Фламинго (Barrio Flamingo) - Район 1200 Вивьендас (Barrio 1200 Viviendas) - Район Санта Клара (Barrio Santa Clara) |